# Antagoniste des récepteurs NK1
Les antagonistes du récepteur de la neurokinine-1 sont une classe thérapeutique à actions antiémétique, antidépresseur et anxiolytique, qui agit par blocage de la fixation de la substance P sur les récepteurs de la neurokinine 1.

## Mécanisme d'action antiémétique
Les NK1 sont des récepteurs couplés aux protéines G situés dans le système nerveux central et périphérique. Ces récepteurs ont un ligand dominant connu sous le nom de substance P, un neuropeptide, composé de 11 acides aminés, qui médie des impulsions et des messages dans le cerveau. Elle se trouve à des concentrations élevées dans le centre du vomissement qui lorsqu'il est activé, entraîne un réflexe de vomissement. Elle joue également un rôle clé dans la transmission des impulsions de douleur des récepteurs périphériques au système nerveux central.
Il a été démontré que l'aprépitant, antagoniste commercialisé des NK1, inhibe à la fois les vomissements aigus et retardés induits par les médicaments chimiothérapeutiques cytotoxiques en bloquant la fixation de la substance P sur les récepteurs NK1. On a pu démontrer que l'aprépitant peut traverser la barrière hémato-encéphalique et se lier aux récepteurs NK1 dans le cerveau humain.